# Cerenbaataryn Enchbajar
Cerenbaataryn Enchbajar (mong. Цэрэнбаатарын Энхбаяр; ur. 3 lipca 1967 w Czandman´) – mongolski zapaśnik w stylu wolnym. Dwukrotny olimpijczyk. Siódmy w Seulu 1988 i dziesiąty w Barcelonie 1992. Startował w kategorii 52 kg.
Szósty na mistrzostwach świata w 1991. Brązowy medalista na mistrzostwach Azji w 1991 roku.
Jego dwóch braci również wystąpiło na turniejach olimpijskim w zapasach. Cerenbaataryn Cogtbajar na igrzyskach w Barcelonie 1992 i Atlancie 1996, a Cerenbaataryn Chosbajar w Barcelonie 1992.